# Xenophon (Vorname)
Xenophon ist ein männlicher Vorname.

## Herkunft und Bedeutung
Der Name kommt aus dem Altgriechischen. „Xenos“ bedeutet fremd oder Fremder, „phonos“ Ton oder Stimme. Der Name Xenophon bedeutet also „fremde Stimme, Anderssprachiger“.

## Namenstag
Der Namenstag wird nach dem heiligen Xenophon, einem Senator in Konstantinopel, am 26. Januar gefeiert.

## Namensträger
Vornamen
- Xenophon (Feldherr) (um 480 v. Chr.–429), athenischer Feldherr im Peloponnesischen Krieg
- Xenophon von Korinth (vor 480 v. Chr.–nach 460 v. Chr.), antiker griechischer Athlet
- Xenophon (um 430 v. Chr.–355), Schriftsteller und Politiker aus Athen
- Xenophon von Ikaria († 404 v. Chr.), Märtyrer der athenischen Demokratie
- Pseudo-Xenophon, unbekannter Autor aus dem 5. Jahrhundert v. Chr.
- Xenophon (Komödiendichter), antiker Komödiendichter (5. Jahrhundert v. Chr.)
- Xenophon (Architekt), antiker griechischer Architekt aus Athen (4. Jahrhundert v. Chr.)
- Xenophon (Bildhauer aus Athen), antiker griechischer Bildhauer (4. Jahrhundert v. Chr.)
- Xenophon (Bildhauer aus Paros), antiker griechischer Bildhauer
- Xenophon von Lampsakos, griechischer Geograph
- Gaius Stertinius Xenophon (um 10 v. Chr.–nach 54), der Hofarzt des römischen Kaisers Claudius
- Arrian („jüngerer Xenophon“; um 85–nach 145), römischer Politiker und Geschichtsschreiber
- Xenophon von Ephesos, Romanautor in römischer Zeit (2. Jahrhundert)
- Xenophon (Mozaizist), vermeintlicher antiker römischer Mozaizist (4./5. Jahrhundert)
- Xenophon (Heiliger), († um 510), Senator in Konstantinopel, Vater von Arkadios und Johannes (ebenfalls Heilige)

Nachname
- Nick Xenophon